# 山本悠美子
山本悠美子（1983年6月2日—），日本關西電視台主播，目前負責播報新聞與主持節目。

## 人物
- 北海道札幌市出身，血型B型。身高172公分。
- 東京女子大學文理學部心理學科畢業後，2006年進入電視台。同期入社的主播還有堀田篤。
- 東京主播實習課程畢業生。
- 從2009年1月以後，一陣子未在電視螢幕前現身，直到2010年8月5日的「News JAPAN」地方新聞中才回歸，並於同年8月29日舉辦的「主播朗讀會2010」的「神秘的午後」中參與演出。[1]。

## 主持節目

### 現在主持節目
- KTV News（日语：KTVニュース）
- ピーコ&兵動のピーチケパーチケ（旁白、2011年4月 -）
- ハピくるっ!（旁白、2011年10月 -）

### 過去主持節目
- うふふのぷ（2007年4月 - 2008年3月、負責天氣預報部分）
- 黑田莊之宴（日语：くろだ荘の宴）（2007年1月 - 2007年3月）
- ムハハnoたかじん（2008年3月 - 2009年1月）
- TUTORIAL的啾!（日语：チュートリアルのチューして!）（2008年4月 - 2009年1月）
- にじいろジーン（2008年4月 - 2009年1月、負責天氣預報部分）
- 原田伸郎の京のご利益はんⅡ（關西電視台☆京都Channel）（2008年4月 - 2009年3月）
- FNNスーパーニュース（2008年10月 - 2009年1月、スポらば）
- 新・ミナミの帝王（日语：難波金融伝・ミナミの帝王）（2010年9月21日） - 飾演 主播
- 月刊カンテレ批評（2010年9月26日） - 杉本なつみ主播休暑假的代役。
- キキミミ!（旁白、2011年4月 - 9月）
- 關西發!主要音樂學園（2011年7月 - 9月）

## 外部連結
- 關西電視台主播・山本悠美子 （日語）
- アナcafe・ゆみこのハッピーノート （日語）